# War Is Over! Inspired by the Music of John & Yoko
War Is Over! Inspired by the Music of John & Yoko ist ein US-amerikanischer animierter Kurzfilm von Dave Mullins aus dem Jahr 2023.

## Handlung
In einer fiktiven Szenario des Ersten Weltkriegs spielen zwei Soldaten gegnerischer Armeen Schach miteinander. Sie kennen sich nicht und sind sich noch nie begegnet, sondern übermitteln ihre Züge per Brieftaube, die die Nachrichten überbringt, indem sie mutig über das Schlachtfeld fliegt. Gerade als der eine Spieler seinen letzten, siegbringenden Zug übermitteln will, wird er von seinem Vorgesetzten erwischt, der das Schachspiel umstößt, der Taube den Zettel mit dem Spielzug abnimmt und durch eine Mitteilung an das Oberkommando ersetzt. Im Anschluss kommt es zu einem Kampf zwischen den beiden Armeen, während dem die beiden Schachspieler aufeinander treffen. Während sie miteinander ringen, fallen die Schachzugzettel aus der Brusttasche des einen Soldaten, die beiden erkennen den jeweils anderen als ihren Mitspieler und wollen nicht länger gegeneinander kämpfen. Als die Brieftaube am Schlachtfeld eintrifft, wird sie von einem Geschoss getroffen und stirbt, die beiden Schachspieler erhalten jedoch noch die letzte von ihr überbrachte Nachricht: Der Krieg ist zu Ende.

## Hintergrund
Im Jahr 2021 suchte Sean Ono Lennon nach einer Möglichkeit, ein Musikvideo für eines der bekanntesten Lieder seiner Eltern zu produzieren. Happy Xmas (War Is Over) ist das wohl bekannteste Lied, das John Lennon und Yoko Ono zusammen geschrieben haben. Sean Lennon wollte die Friedensbotschaft des Liedes wieder verstärken, nachdem das Lied zuvor hauptsächlich als Weihnachtslied rezipiert worden war.
Lennon war sich unsicher, wie er das Konzept umsetzen sollte, als er von einem Freund dem Animator und Regisseur Dave Mullins vorgestellt wurde. Die beiden führten Gespräche über historische Kriege und kamen schließlich auf den Weihnachtsfrieden im Ersten Weltkrieg zwischen deutschen und britischen Truppen zu sprechen, während dem beide Seiten die Kriegshandlungen einstellten und unter anderem gegeneinander Fußball spielten. Dieses Ereignis inspirierte die Handlung des Kurzfilms.
War Is Over! Inspired by the Music of John and Yoko wurde von ElectroLeague, dem Animationsstudio, bei dem Mullins arbeitete, produziert. Für die Animation arbeiteten Lennon und Mullins mit Peter Jackson und dessen neuseeländischen Unternehmen für visuelle Effekte, Wētā FX, zusammen. Epic Games unterstützte das Unternehmen bei der Finanzierung.
Mit dem Lesen der Nachricht vom Kriegsende beginnt das Lied Happy Xmas (War Is Over) zu spielen.
Die Namen der Schachspieler, Winston und Abel, bleiben ebenso wie der der Taube (Icarus) im Film ungenannt.

## Veröffentlichung
War Is Over! Inspired by the Music of John & Yoko wurde am 21. September 2023 veröffentlicht.

## Auszeichnungen
Bei der Oscarverleihung 2024 erhielt War Is Over! den Preis in der Kategorie Bester animierter Kurzfilm.